# Ateuchus asperatum
Ateuchus asperatum là một loài bọ cánh cứng trong họ Bọ hung (Scarabaeidae).